# Sultan Ahmad Hamahang
Sultan Ahmad Hamahang (persisch سلطان احمد همآهنگ; * 1967 in Kabul) ist ein afghanischer Musiker. Geboren ist er in Khaja Khordak von Charabat.

## Leben und Wirken
Sultan Ahmad entstammt einer Familie mit reicher Musiktradition. Sein Großvater war Ustādh Ghulam Dastgir Shaida, der als Madschnun von Charabat bekannt war. Ein beliebter Musiker und Sänger ist auch sein Onkel Ustādh Abdul Ahmad Hamahang; dem Namen dieses Onkels entnahm Sultan Ahmad seinen Künstlernamen Hamahang (Mitklang).
Bereits mit zwölf Jahren zeigte Sultan Ahmad Hamahang Interesse für Musik. Er begann wie viele Musiker in Afghanistan mit dem Harmonium. Sein Onkel Hamahang motivierte und förderte ihn, etwa indem er ihn bei den Schulkonzerten begleitete, ihm fachlich zur Seite stand, seine Leistungen beurteilte.
Sultan Ahmad Hamahang besuchte die nach dem Pir von Herat benannte Ansari-Schule. Nach seinem Schulabschluss leistete er seinen Wehrdienst bei der afghanischen Armee, in deren Musikkapelle er aufgenommen wurde. Mit dieser gab er viele Konzerte in Kabul und in den Provinzen des Landes.
Das erste Lied von Sultan Hamahang, das Radio Television Afghanistan (RTA) im Jahre 1981 ausstrahlte, hieß Arzu (Hoffnung); sein Onkel Hamahang hatte es komponiert. Sultan Hamahang war auch der Sänger des Kabul-Liedes Gehen wir nach Kabul. Es handelt sich um einen traurigen Gesang über Kabuls Zerstörung während der Kriegsjahre, in denen Sultan Hamahang mit seiner Familie nach Pakistan ausgewichen war.
Von Pakistan aus besuchte er Europa und Amerika, trat dort bei Konzertveranstaltungen auf. Nach einem 14-jährigen Exil in Pakistan kehrte er mit seiner Familie, zu der vier Kinder gehören, in die Heimat zurück. In Kabul betreibt er jetzt unter dem Namen Sultan-Hamahang ein Musik-Atelier.